# 웨스트랭커셔

웨스트랭커셔의 위치

웨스트랭커셔(영어: West Lancashire)는 잉글랜드 랭커셔주에 위치한 비도시 자치구로 중심 도시는 옴스커크이며 인구는 111,940명(2014년 기준), 면적은 346.8km2이다.